# HC Vajgar Jindřichův Hradec
Der HC Vajgar Jindřichův Hradec (tschechisch Hockey Club Vajgar Jindřichův Hradec) ist ein Eishockeyklub aus Jindřichův Hradec, Tschechien. Er spielte zuletzt bis 2017 in der dritten Spielklasse Tschechiens, der 2. česká hokejová liga.

## Geschichte
Ab 1928 wurde in Jindřichův Hradec Bandy gespielt. Ein Jahr später wurde dann der erste Verein namens SRC Vajgar Jindrichuv Hradec gegründet. Die Heimspiele des Vereins wurden auf einem See Vajgar ausgetragen, der zur Namensgebung anregte. Ab 1950 wurden die Heimspiele im Tyrs Stadion ausgetragen und der Verein wurde in TJ Slovan Jindřichův Hradec umbenannt. 1973 wurde in Jindřichův Hradec ein neues Eisstadion erbaut, das nach Eröffnung zur Heimspielstätte von Slovan wurde. Zehn Jahre später wurde das Zimní Stadion Jindřichův Hradec überdacht. Zwischen 2003 und 2017 hieß der Verein offiziell KLH Vajgar Jindřichův Hradec (tschechisch Klub ledního hokeje Vajgar Jindřichův Hradec).
2017 wurde der Spielbetrieb des Klubs aufgrund mangelnder Finanzierung eingestellt, der Klub jedoch nicht aufgelöst. Die Herrenmannschaft spielte anschließend in der vierten Spielklasse Tschechiens auf Amateurlevel.

## Erfolge
- Meister der 1. Liga 1993
- Meister der 2. Liga 1989, 2003, 2004 und 2005
- Aufstieg in die 1. Liga 2005

## Bekannte ehemalige Spieler
- Aleš Kotalík
- Jan Marek
- Petr Fical
- Peter Pucher